# Bundesautobahn 535
Die Bundesautobahn 535 (Abkürzung: BAB 535) – Kurzform: Autobahn 535 (Abkürzung: A 535) – führt vom Autobahndreieck Velbert-Nord (Verbindung zur A 44) zum Sonnborner Kreuz in Wuppertal (Verbindung zur A 46) und hat eine Länge von 14 Kilometern. Bis Anfang November 2008 war die A 535 noch weitgehend als Bundesstraße 224 ausgewiesen, inzwischen ist die Beschilderung auf der Autobahn durchgängig mit blauen Autobahnschildern vollzogen. Lediglich die Wegweiser auf den Zufahrtsstraßen sind noch vielfach unverändert.

## Geschichte
Der erste Teilabschnitt wurde im Zuge des Baus der A 46 1973/74 zwischen dem Sonnborner Kreuz und dem Wuppertaler Ortsteil Dornap errichtet und endete dort bis 1990 an der Bundesstraße 7. Trotz einer Länge von nur zwei Kilometern (damit war sie bis 2007 die kürzeste Autobahn Deutschlands) erhielt sie in Erwartung eines baldigen weiteren Ausbaus im Sonnborner Kreuz einen vollwertigen Anschluss zu allen vier abgehenden Strecken. Obwohl sie stets als B 224 ausgeschildert war, sorgte sie dafür, dass der bis 1995 als Autobahnkreuz Wuppertal-Sonnborn bezeichnete Knotenpunkt (seinerzeit größtes innerstädtisches Autobahnkreuz Europas) überhaupt ein Autobahnkreuz war, da außer der A 46 dort mit der L 74 und der L 418 sonst nur zwei autobahnähnlich ausgebaute Landesstraßen enden.
Aufgrund des aufwändigen Baus des Tunnels „Großer Busch“ erfolgte erst 1990 der Lückenschluss zur zwischenzeitlich errichteten B 224(n) zwischen Wülfrath und dem Autobahndreieck Velbert-Nord. Die Aufstufung der B 224 zwischen Wuppertal-Dornap und dem Dreieck Velbert-Nord zur A 535 erfolgte zum 1. September 2007.

## Planungen
Es war zwischenzeitlich geplant, die A 535 nach Bau eines Tunnels unter der Ruhrallee in Essen bis zur A 52 zu verlängern. Der bereits autobahnähnlich ausgebaute Abschnitt der B 227 zwischen Velbert-Langenberg und Essen-Heisingen wurde jedoch nicht der A 535, sondern zum 1. Januar 2010 der A 44 zugeschlagen.